# المؤسس عثمان (الموسم الثاني)
المؤسس عثمان الموسم الثاني (2020-2021) المسلسل التركي التاريخي المؤسس عثمان بدأ بعرض الحلقة 28 في7 أكتوبر 2020، ومن تأليف وإنتاج محمد بوزداغ ومن إخراج متين غوناي، وانتهي الموسم بعرض الحلقة 64 في 23 يونيو 2021 وعدد حلقات الموسم الثاني بأكمله 37 حلقة، عرضت الموسم الثاني كل يوم الأربعاء علي قناة أي تي في التركية.

## القصة
السيد عثمان، الذي أثار غضب القسطنطينية والإمبراطور البيزنطي بغزو قلعة كولوكا حصار، ضمن السلام في المنطقة المتطرفة. الإمبراطور البيزنطي، الذي اتخذ إجراءات ضد السيد عثمان وقرر إرسال أحد قادته الأكثر خبرة، آيا نيكولا، إلى المنطقة، مصمم على القضاء على هذا السيد التركي، الذي جلب الأمل لجميع القبائل بنجاحاته. بينما كشفت الغارة المفاجئة التي تم إعدادها على الهضبة التي قضى فيها في قبيلة الكايي للتوقف عن غرض بيزنطة، كان السيد عثمان مصممًا على محاسبة هذا العار؛ يجمع جبال الألب الخاصة به مع المهمة التي تلقاها من اللحية البيضاء. يتم الترحيب بعودة السيد أرطغرل بحماس أثناء رجوع السيد عثمان إلي قبيلة الكايي . السيد عثمان قضي على الجيش البيزنطي. ومع ذلك لا يعلم السيد عثمان أن السيد أرطغرل قد جاء إلى المخيم بسبب عمله المزدحم. في الحلقات التالية، علم السيد عثمان أن والده أرطغرل غازي قد عاد إلى القبيلة. وبعد عودة السيد عثمان إلى قبيلة كايي، دخل في صراع الإمارة مع أخيه الأكبر السيد غوندوز. يأتي غيخاتو إلى المعسكر ويعتقد أن السيد عثمان يحتجز ابنه أسيرًا. يريد معاقبته، لكن عثمان غازي يثبت لـ غيخاتو أن ابنه مونكه خائن، قتل غيخاتو ابنه مونكه . بعد ذلك آيا نيكولا احتل قلعة كولوكا حصار. عند علمه غضب عثمان غازي ويتخذ الإجراءات اللازمة لاستعادة القلعة. عارض الجميع ويستعيد قلعة كولوكا حصار بمساعدة بامسي بيريك. بسبب مرضه مات السيد أرطغرل قبل أن يتمكن من تسمية وريثه للإمارة. بعد وفاة السيد أرطغرل، أقيم حفل زفاف على الإمارة وتم انتخاب السيد عثمان سيدًا لقبيلة كايي. يتولى منصب القيادة من السيد سافجي وإدارة سوغوت من السيد دواندار، ويضع جوكتوغ رئيس محاربين قبيلة الكايي وشقيقه الأكبر السيد غوندوز تحت إدارة سوغوت. وتعاون عمه السيد دوندار مع آيا نيكولا ويعاقب السيد عثمان عمه عندما عرف بذلك. قام بحذره بخنقه بوتر القوس. لكن السيد دوندار عنيد في رغبته في الإطاحة بالسيد عثمان. والآن بدأت خيانته في إحداث ضرر كبير. لقد فقد السيد عثمان العديد من الشهداء وفقد ابن أخيه بايهوكا بسبب خيانة السيد دوندار في معركة أرمينيا بيلي. بفضل الذكر الذي قدمه له السيد اومور، ادرك السيد عثمان أن الخائن في القبيلة هو عمه السيد دوندار وقتله بسهم في قلبه من الخلف. في هذه الأثناء يريد القائد نيكولا احتلال سوغوت بالأنفاق التي فتحها بيتروس في سوغوت. ومع ذلك السيد دوندار يخبرالسيد عثمان بكل شيء قبل أن يموت.السيد عثمان يتصدى للهجوم ويسقط نيكولا في البئر الذي حفره بنفسه. بعد ذلك، انتصر السيد عثمان في حرب دومانيش، ولكن بصعوبة. لكن شقيقه الأكبر السيد سافجي يستشهد لاحقًا، ومن أجل إنهاء الصراع بينه وبين السيد اومور، تزوج السيد عثمان من مالهون خاتون، ابنة السيد اومور، سيد قبيلة كيزيل . في نهاية الموسم، السيد عثمان لديه ابن اسمه أورهان من مالهون خاتون، وفي نفس الوقت يعلم أن بالا خاتون حامل. ثم يتم تنظيم حرب كبيرة وينتصر السيد عثمان. وولد أورهان غازي ابن السيد عثمان. ومع ذلك علم أن بالا خاتون حامل أيضًا.

## الممثلون والشخصيات[2]

بوراك أوزجيفيت بدور السيد عثمان
أزوجه تورير بدور بالا خاتون
يلدز جاغري عتيقسوي بدور مالهون خاتون
جنازة السيد أرطغرل في الحلقة 39
إركان أفجي بدور نيكولا
أوغور قره بدور أحمد ألب
فوندا جوراي بدور أكسو خاتون
يغيت أوشان بدور بوران ألب
شاغري سينسوي بدور جيركوتاي ألب
جوزال روفشانوفا بدور ألاجا خاتون

### الشخصيات الأساسية
- بوراك أوزجيفيت بدور السيد عثمان (شخصية خيالية)
- نور الدين سونمز بدور بامسي بيريك (شخصية خيالية)
- راغب سافاش بدور السيد دوندار
- كانبولات جوركيم أرسلان بدور السيد سافجي
- إركان أفجي بدور القائد آيا نيكولا
- يلدز جاغري عتيقسوي بدور مالهون خاتون (شخصية خيالية)
- سيدا يلدز بدور شيخ أديب علي
- يشيم جيرين بوز أوغلو بدور هازال خاتون
- أوزجه تورير بدور بالا خاتون (شخصية خيالية)
- بوراك تشيليك بدور جوكتوغ ألب (كونغار سابقا)

### الشخصيات الداعمة
- امري باشالاك بدور السيد غوندوز
- يغيت أوشان بدور بوران ألب (شخصية خيالية)
- شاغري سينسوي بدور جيركوتاي ألب
- تامر إيجيت بدور أرطغرل غازي (شخصية خيالية)
- تيومان كومبارجى باشى بدور القائد توغاي
- سيشكين أوزدمير بدور فلاتيوس
- سيراي كايا بدور لينا خاتون
- أوموت كاراداغ بدور مظفر الدين يافلاك أرسلان
- زينب توتشا بايات بدور السيدة تارغون
- جلال آل بدور عبد الرحمن غازي
- ديديم بالتشين بدور سالجان خاتون (شخصية خيالية)
- زينب توتشا بايات بدور السيدة تارغون

- كونيت أركين بدور زعيم اللحية البيضاء
- أحمد ينيلماز بدور الحداد داود

### شخصيات ضيوف شرف
- جوزال روفشانوفا بدور ألاجا خاتون

## الحلقات
| الحلقات                  | عنوان                        | مخرج       | كاتب سيناريو | تاريخ العرض    | عدد المشاهدات في تركيا (بالمليون) | ترتيب المسلسل في تركيا | قناة     |
| ------------------------ | ---------------------------- | ---------- | --- | -------------- | --------------------------------- | ---------------------- | -------- |
| الحلقة 28                | "موسم المؤسس عثمان الجديد"   | متين جوناي | محمد بوزداغ ,علي أوزان سالكيم ,أوزان بودور ,أسلي زينب بيكر بوزداغ ,فاطمة نور جولدالي ,عبد القادر إيلتروأتيلا إنجين | 7 أكتوبر 2020  | 9,52                              | 1                      | أي تي في |
| الحلقة 29                | "نرجو أن تدوم دولتنا طويلا"ً  | متين جوناي | محمد بوزداغ ,علي أوزان سالكيم ,أوزان بودور ,أسلي زينب بيكر بوزداغ ,فاطمة نور جولدالي ,عبد القادر إيلتروأتيلا إنجين | 14 أكتوبر 2020 | 9,76                              | 1                      | أي تي في |
| الحلقة 30                | "وقت الاجتماع"               | متين جوناي | محمد بوزداغ ,علي أوزان سالكيم ,أوزان بودور ,أسلي زينب بيكر بوزداغ ,فاطمة نور جولدالي ,عبد القادر إيلتروأتيلا إنجين | 21 أكتوبر 2020 | 9,39                              | 1                      | أي تي في |
| الحلقة 31                | "الهدف من وجودنا"            | متين جوناي | محمد بوزداغ ,علي أوزان سالكيم ,أوزان بودور ,أسلي زينب بيكر بوزداغ ,فاطمة نور جولدالي ,عبد القادر إيلتروأتيلا إنجين | 28 أكتوبر 2020 | 9,33                              | 1                      | أي تي في |
| الحلقة 32                | "الطريق إلى التفاحة الحمراء" | متين جوناي | محمد بوزداغ ,علي أوزان سالكيم ,أوزان بودور ,أسلي زينب بيكر بوزداغ ,فاطمة نور جولدالي ,عبد القادر إيلتروأتيلا إنجين | 4 نوفمبر 2020  | 10,39                             | 1                      | أي تي في |
| الحلقة 33                | "ملحمة القيامة"              | متين جوناي | محمد بوزداغ ,علي أوزان سالكيم ,أوزان بودور ,أسلي زينب بيكر بوزداغ ,فاطمة نور جولدالي ,عبد القادر إيلتروأتيلا إنجين | 11 نوفمبر 2020 | 10,06                             | 2                      | أي تي في |
| الحلقة 34                | "وقت التأسيس"                | متين جوناي | محمد بوزداغ ,علي أوزان سالكيم ,أوزان بودور ,أسلي زينب بيكر بوزداغ ,فاطمة نور جولدالي ,عبد القادر إيلتروأتيلا إنجين | 18 نوفمبر 2020 | 11,43                             | 1                      | أي تي في |
| الحلقة 35                | "حبنا لوطننا"                | متين جوناي | محمد بوزداغ ,علي أوزان سالكيم ,أوزان بودور ,أسلي زينب بيكر بوزداغ ,فاطمة نور جولدالي ,عبد القادر إيلتروأتيلا إنجين | 25 نوفمبر 2020 | 12,55                             | 1                      | أي تي في |
| الحلقة 36                | "مؤسس"                       | متين جوناي | محمد بوزداغ ,علي أوزان سالكيم ,أوزان بودور ,أسلي زينب بيكر بوزداغ ,فاطمة نور جولدالي ,عبد القادر إيلتروأتيلا إنجين | 2 ديسمبر 2020  | 14,07                             | 1                      | أي تي في |
| الحلقة 37                | "انتصار الأتراك"             | متين جوناي | محمد بوزداغ ,علي أوزان سالكيم ,أوزان بودور ,أسلي زينب بيكر بوزداغ ,فاطمة نور جولدالي ,عبد القادر إيلتروأتيلا إنجين | 9 ديسمبر 2020  | 13,97                             | 1                      | أي تي في |
| الحلقة 38                | "حان الوقت لتكون دولة عظيمة" | متين جوناي | محمد بوزداغ ,علي أوزان سالكيم ,أوزان بودور ,أسلي زينب بيكر بوزداغ ,فاطمة نور جولدالي ,عبد القادر إيلتروأتيلا إنجين | 16 ديسمبر 2020 | 13,29                             | 1                      | أي تي في |
| الحلقة 39                | "سلطان الغازي يغادر"         | متين جوناي | محمد بوزداغ ,علي أوزان سالكيم ,أوزان بودور ,أسلي زينب بيكر بوزداغ ,فاطمة نور جولدالي ,عبد القادر إيلتروأتيلا إنجين | 23 ديسمبر 2020 | 12,67                             | 1                      | أي تي في |
| الحلقة 40                | "السيد عثمان"                | متين جوناي | محمد بوزداغ ,علي أوزان سالكيم ,أوزان بودور ,أسلي زينب بيكر بوزداغ ,فاطمة نور جولدالي ,عبد القادر إيلتروأتيلا إنجين | 30 ديسمبر 2020 | 13,57                             | 1                      | أي تي في |
| الحلقة 41                | "ثمن الخيانة"                | متين جوناي | محمد بوزداغ ,علي أوزان سالكيم ,أوزان بودور ,أسلي زينب بيكر بوزداغ ,فاطمة نور جولدالي ,عبد القادر إيلتروأتيلا إنجين | 6 يناير 2021   | 13,80                             | 1                      | أي تي في |
| الحلقة 42                | "العثمانيون"                 | متين جوناي | محمد بوزداغ ,علي أوزان سالكيم ,أوزان بودور ,أسلي زينب بيكر بوزداغ ,فاطمة نور جولدالي ,عبد القادر إيلتروأتيلا إنجين | 20 يناير 2021  | 13,36                             | 1                      | أي تي في |
| الحلقة 43                | "راية الغزو"                 | متين جوناي | محمد بوزداغ ,علي أوزان سالكيم ,أوزان بودور ,أسلي زينب بيكر بوزداغ ,فاطمة نور جولدالي ,عبد القادر إيلتروأتيلا إنجين | 27 يناير 2021  | 11,61                             | 1                      | أي تي في |
| الحلقة 44                | "نحن نعطي الدم، وليس وطننا"  | متين جوناي | محمد بوزداغ ,علي أوزان سالكيم ,أوزان بودور ,أسلي زينب بيكر بوزداغ ,فاطمة نور جولدالي ,عبد القادر إيلتروأتيلا إنجين | 3 فبراير 2021  | 13,33                             | 1                      | أي تي في |
| الحلقة 45                | "من النصر إلى النصر"         | متين جوناي | محمد بوزداغ ,علي أوزان سالكيم ,أوزان بودور ,أسلي زينب بيكر بوزداغ ,فاطمة نور جولدالي ,عبد القادر إيلتروأتيلا إنجين | 10 فبراير 2021 | 12,50                             | 1                      | أي تي في |
| الحلقة 46                | "سيتم إزالة الخونة"          | متين جوناي | محمد بوزداغ ,علي أوزان سالكيم ,أوزان بودور ,أسلي زينب بيكر بوزداغ ,فاطمة نور جولدالي ,عبد القادر إيلتروأتيلا إنجين | 17 فبراير 2021 | 13,48                             | 1                      | أي تي في |
| الحلقة 47                | "دار الشهداء"                | متين جوناي | محمد بوزداغ ,علي أوزان سالكيم ,أوزان بودور ,أسلي زينب بيكر بوزداغ ,فاطمة نور جولدالي ,عبد القادر إيلتروأتيلا إنجين | 24 فبراير 2021 | 13,46                             | 1                      | أي تي في |
| الحلقة 48                | "البطل يعطي دمه"             | متين جوناي | محمد بوزداغ ,علي أوزان سالكيم ,أوزان بودور ,أسلي زينب بيكر بوزداغ ,فاطمة نور جولدالي ,عبد القادر إيلتروأتيلا إنجين | 3 مارس 2021    | 13,17                             | 1                      | أي تي في |
| الحلقة 49                | "إذا كنا متحدين"             | متين جوناي | محمد بوزداغ ,علي أوزان سالكيم ,أوزان بودور ,أسلي زينب بيكر بوزداغ ,فاطمة نور جولدالي ,عبد القادر إيلتروأتيلا إنجين | 10 مارس 2021   | 12,76                             | 1                      | أي تي في |
| الحلقة 50                | "في أعقاب المشتبه به"        | متين جوناي | محمد بوزداغ ,علي أوزان سالكيم ,أوزان بودور ,أسلي زينب بيكر بوزداغ ,فاطمة نور جولدالي ,عبد القادر إيلتروأتيلا إنجين | 17 مارس 2021   | 12,65                             | 1                      | أي تي في |
| الحلقة 51                | "الطريق إلى النصر النهائي"   | متين جوناي | محمد بوزداغ ,علي أوزان سالكيم ,أوزان بودور ,أسلي زينب بيكر بوزداغ ,فاطمة نور جولدالي ,عبد القادر إيلتروأتيلا إنجين | 24 مارس 2021   | 12,31                             | 1                      | أي تي في |
| الحلقة 52                | "السيد عثمان"                | متين جوناي | محمد بوزداغ ,علي أوزان سالكيم ,أوزان بودور ,أسلي زينب بيكر بوزداغ ,فاطمة نور جولدالي ,عبد القادر إيلتروأتيلا إنجين | 31 مارس 2021   | 12,31                             | 1                      | أي تي في |
| الحلقة 53                | "ولا رحمة للخائن"            | متين جوناي | محمد بوزداغ ,علي أوزان سالكيم ,أوزان بودور ,أسلي زينب بيكر بوزداغ ,فاطمة نور جولدالي ,عبد القادر إيلتروأتيلا إنجين | 7 أبريل 2021   | 12,68                             | 1                      | أي تي في |
| الحلقة 54                | "النصر للحق"                 | متين جوناي | محمد بوزداغ ,علي أوزان سالكيم ,أوزان بودور ,أسلي زينب بيكر بوزداغ ,فاطمة نور جولدالي ,عبد القادر إيلتروأتيلا إنجين | 14 أبريل 2021  | 13,41                             | 1                      | أي تي في |
| الحلقة 55                | "عدالة الأتراك"              | متين جوناي | محمد بوزداغ ,علي أوزان سالكيم ,أوزان بودور ,أسلي زينب بيكر بوزداغ ,فاطمة نور جولدالي ,عبد القادر إيلتروأتيلا إنجين | 21 أبريل 2021  | 12,62                             | 1                      | أي تي في |
| الحلقة 56                | "من أجل دولتنا"              | متين جوناي | محمد بوزداغ ,علي أوزان سالكيم ,أوزان بودور ,أسلي زينب بيكر بوزداغ ,فاطمة نور جولدالي ,عبد القادر إيلتروأتيلا إنجين | 28 أبريل 2021  | 11,63                             | 1                      | أي تي في |
| الحلقة 57                | "هناك رحمة معا"              | متين جوناي | محمد بوزداغ ,علي أوزان سالكيم ,أوزان بودور ,أسلي زينب بيكر بوزداغ ,فاطمة نور جولدالي ,عبد القادر إيلتروأتيلا إنجين | 5 مايو 2021    | 11,68                             | 1                      | أي تي في |
| الحلقة 58                | "السيد عثمان"                | متين جوناي | محمد بوزداغ ,علي أوزان سالكيم ,أوزان بودور ,أسلي زينب بيكر بوزداغ ,فاطمة نور جولدالي ,عبد القادر إيلتروأتيلا إنجين | 12 مايو 2021   | 11,11                             | 1                      | أي تي في |
| الحلقة 59                | "الوقت ليكون واحدا"          | متين جوناي | محمد بوزداغ ,علي أوزان سالكيم ,أوزان بودور ,أسلي زينب بيكر بوزداغ ,فاطمة نور جولدالي ,عبد القادر إيلتروأتيلا إنجين | 19 مايو 2021   | 10,44                             | 1                      | أي تي في |
| الحلقة 60                | "السيد بامسي"                | متين جوناي | محمد بوزداغ ,علي أوزان سالكيم ,أوزان بودور ,أسلي زينب بيكر بوزداغ ,فاطمة نور جولدالي ,عبد القادر إيلتروأتيلا إنجين | 26 مايو 2021   | 10,22                             | 1                      | أي تي في |
| الحلقة 61                | "العثمانيون"                 | متين جوناي | محمد بوزداغ ,علي أوزان سالكيم ,أوزان بودور ,أسلي زينب بيكر بوزداغ ,فاطمة نور جولدالي ,عبد القادر إيلتروأتيلا إنجين | 2 يونيو 2021   | 10,21                             | 1                      | أي تي في |
| الحلقة 62                | "النصر لنا"                  | متين جوناي | محمد بوزداغ ,علي أوزان سالكيم ,أوزان بودور ,أسلي زينب بيكر بوزداغ ,فاطمة نور جولدالي ,عبد القادر إيلتروأتيلا إنجين | 9 يونيو 2021   | 9,40                              | 1                      | أي تي في |
| الحلقة 63                | "قضية الأتراك"               | متين جوناي | محمد بوزداغ ,علي أوزان سالكيم ,أوزان بودور ,أسلي زينب بيكر بوزداغ ,فاطمة نور جولدالي ,عبد القادر إيلتروأتيلا إنجين | 16 يونيو 2021  | 9,09                              | 2                      | أي تي في |
| الحلقة 64 (نهاية الموسم) | "قبل أن يموت آخر تركي"       | متين جوناي | محمد بوزداغ ,علي أوزان سالكيم ,أوزان بودور ,أسلي زينب بيكر بوزداغ ,فاطمة نور جولدالي ,عبد القادر إيلتروأتيلا إنجين | 23 يونيو 2021  | 8,14                              | 1                      | أي تي في |

### تركية
1. ↑  Mynet (23 Sep 2020). "Kuruluş Osman 2. yeni sezon ne zaman başlıyor? Kuruluş Osman'a hangi oyuncular katıldı?". Mynet Magazin (بالتركية). Archived from the original on 2020-09-25. Retrieved 2023-10-13.
2. ↑  "Kuruluş Osman'a Yeni Girecek ve Katılan Oyuncular (2. Sezon - Güncel)". filmdizihaber.com. مؤرشف من الأصل في 2023-05-31. اطلع عليه بتاريخ 2023-10-14.
3. ↑  "Kuruluş Osman sezon açılışında zirveye döndü". www.atv.com.tr (بالتركية). Archived from the original on 2024-07-20. Retrieved 2024-07-19.
4. ↑  "Kuruluş Osman reytingin zirvesine kuruldu". www.atv.com.tr (بالتركية). Archived from the original on 2021-11-11. Retrieved 2024-07-19.
5. ↑  "Beklenen kavuşma için Türkiye ekran başındaydı". www.atv.com.tr (بالتركية). Archived from the original on 2021-11-11. Retrieved 2024-07-19.
6. ↑  "Kuruluş Osman reytingin zirvesine yerleşti". www.atv.com.tr (بالتركية). Archived from the original on 2021-11-11. Retrieved 2024-07-19.
7. ↑  "Kuruluş Osman reytingin zirvesine yerleşti". www.atv.com.tr (بالتركية). Archived from the original on 2020-12-03. Retrieved 2024-07-19.
8. ↑  "Kuruluş Osman Çarşamba'nın zirvesinde". www.atv.com.tr (بالتركية). Archived from the original on 2021-11-11. Retrieved 2024-07-19.
9. ↑  "Çarşambanın vazgeçilmezi Kuruluş Osman". www.atv.com.tr (بالتركية). Archived from the original on 2021-12-18. Retrieved 2024-07-19.
10. ↑  "Kuruluş Osman çok konuşulan bölümüyle reytingin zirvesinde". www.atv.com.tr (بالتركية). Archived from the original on 2023-06-16. Retrieved 2024-07-19.
11. ↑  "Kuruluş Osman reytingin zirvesine yerleşti". www.atv.com.tr (بالتركية). Archived from the original on 2021-11-11. Retrieved 2024-07-19.
12. ↑  "Kuruluş Osman çok konuşulan bölümüyle reytingin zirvesinde". www.atv.com.tr (بالتركية). Archived from the original on 2021-11-11. Retrieved 2024-07-19.
13. ↑  "Kuruluş Osman yine zirvede". www.atv.com.tr (بالتركية). Archived from the original on 2021-11-11. Retrieved 2024-07-19.
14. ↑  "Kuruluş Osman Çarşamba'nın zirvesinde". www.atv.com.tr (بالتركية). Archived from the original on 2024-08-21. Retrieved 2024-07-19.
15. ↑  "Kuruluş Osman Çarşamba'nın zirvesinde". www.atv.com.tr (بالتركية). Archived from the original on 2021-11-11. Retrieved 2024-07-19.
16. ↑  "Kuruluş Osman Çarşamba'ya damga vurdu". www.atv.com.tr (بالتركية). Archived from the original on 2024-08-21. Retrieved 2024-07-19.
17. ↑  "Türkiye 'Kuruluş Osman'ı izledi!". www.atv.com.tr (بالتركية). Archived from the original on 2024-08-21. Retrieved 2024-07-19.
18. ↑  "Türkiye Kuruluş Osman izledi". www.atv.com.tr (بالتركية). Archived from the original on 2021-11-11. Retrieved 2024-07-19.
19. ↑  "Türkiye Kuruluş Osman izledi". www.atv.com.tr (بالتركية). Archived from the original on 2024-08-21. Retrieved 2024-07-19.
20. ↑  "Türkiye 'Kuruluş Osman'ı izledi". www.atv.com.tr (بالتركية). Archived from the original on 2024-08-21. Retrieved 2024-07-19.
21. ↑  "Türkiye Kuruluş Osman izledi". www.atv.com.tr (بالتركية). Archived from the original on 2024-08-21. Retrieved 2024-07-19.
22. ↑  "Türkiye Kuruluş Osman izledi". www.atv.com.tr (بالتركية). Archived from the original on 2021-11-11. Retrieved 2024-07-19.
23. ↑  "Kuruluş Osman çarşambanın zirvesinde!". www.atv.com.tr (بالتركية). Archived from the original on 2024-08-21. Retrieved 2024-07-19.
24. ↑  "Türkiye Kuruluş Osman izledi!". www.atv.com.tr (بالتركية). Archived from the original on 2024-08-21. Retrieved 2024-07-19.
25. ↑  "Türkiye Kuruluş Osman izledi". www.atv.com.tr (بالتركية). Archived from the original on 2021-04-18. Retrieved 2024-07-19.
26. ↑  "Türkiye Çarşamba akşamı 'Kuruluş Osman' izledi..." www.atv.com.tr (بالتركية). Archived from the original on 2024-08-21. Retrieved 2024-07-19.
27. ↑  "Kuruluş Osman Çarşamba'nın zirvesinde!". www.atv.com.tr (بالتركية). Archived from the original on 2024-08-21. Retrieved 2024-07-19.
28. ↑  "Kuruluş Osman Çarşambanın zirvesinde". www.atv.com.tr (بالتركية). Archived from the original on 2021-11-12. Retrieved 2024-07-19.
29. ↑  "Türkiye 'Kuruluş Osman'ı izledi". www.atv.com.tr (بالتركية). Archived from the original on 2021-11-12. Retrieved 2024-07-19.
30. ↑  "Kuruluş Osman Çarşamba'nın en çok izlenen dizisi oldu". www.atv.com.tr (بالتركية). Archived from the original on 2021-11-12. Retrieved 2024-07-19.
31. ↑  "Kuruluş Osman sezonu zirvede kapattı". www.atv.com.tr (بالتركية). Archived from the original on 2021-11-12. Retrieved 2024-07-19.

### إنجليزية
1. ↑  "Kuruluş: Osman TV Show - Season 2 Episodes List - Next Episode". next-episode.net (بالإنجليزية). Archived from the original on 2023-11-13. Retrieved 2023-11-12.

## روابط خارجية
- المؤسس عثمان - الموسم الثاني على IMDb| - ع - ن - ت المؤسس عثمان                  | - ع - ن - ت المؤسس عثمان                                                                                                                                                                                                                        | - ع - ن - ت المؤسس عثمان |
| ----------------------------------------- | --- | ------------------------ |
| الشخصيات                                  | - السيد عثمان - بالا خاتون - بوران ألب - مالهون خاتون - السيد أرطغرل - بامسي بيريك - سالجان خاتون - عبدالرحمن ألب - تورغوت ألب |                          |
| الممثلون                                  | - براق أوزجوید - أوزجه تورير - يلدز جاغري عتيقسوي - يغيت أوشان - براق تشيليك - راغب ساواش - كانبولات جوركيم أرسلان - نور الدين سونمز - ديدام بالشين - إيمره باسالاك - أركان أفجي - تامر إيجيت - جلال آل - روزغار أكسوي [لغات أخرى]‏ - جنيد أركين |                          |
| المواسم                                   | - 1 - 2 - 3 - 4 - 5 - 6 |                          |
| طاقم الإخراج والإنتاج                     | - محمد بوزداغ - متين جوناي - أحمد يلماز |                          |
| المقالات ذات الصلة                        | - حلقات - "السلطان الغازي يغادر" - جوائز وترشيحات - شخصيات - قيامة أرطغرل - شخصيات - جوائز وترشيحات - حلقات - موسيقي |                          |
| - تصنيف - ويكيميديا كومنز - ويكي الإقتباس | |                          |